# Joop Lücker

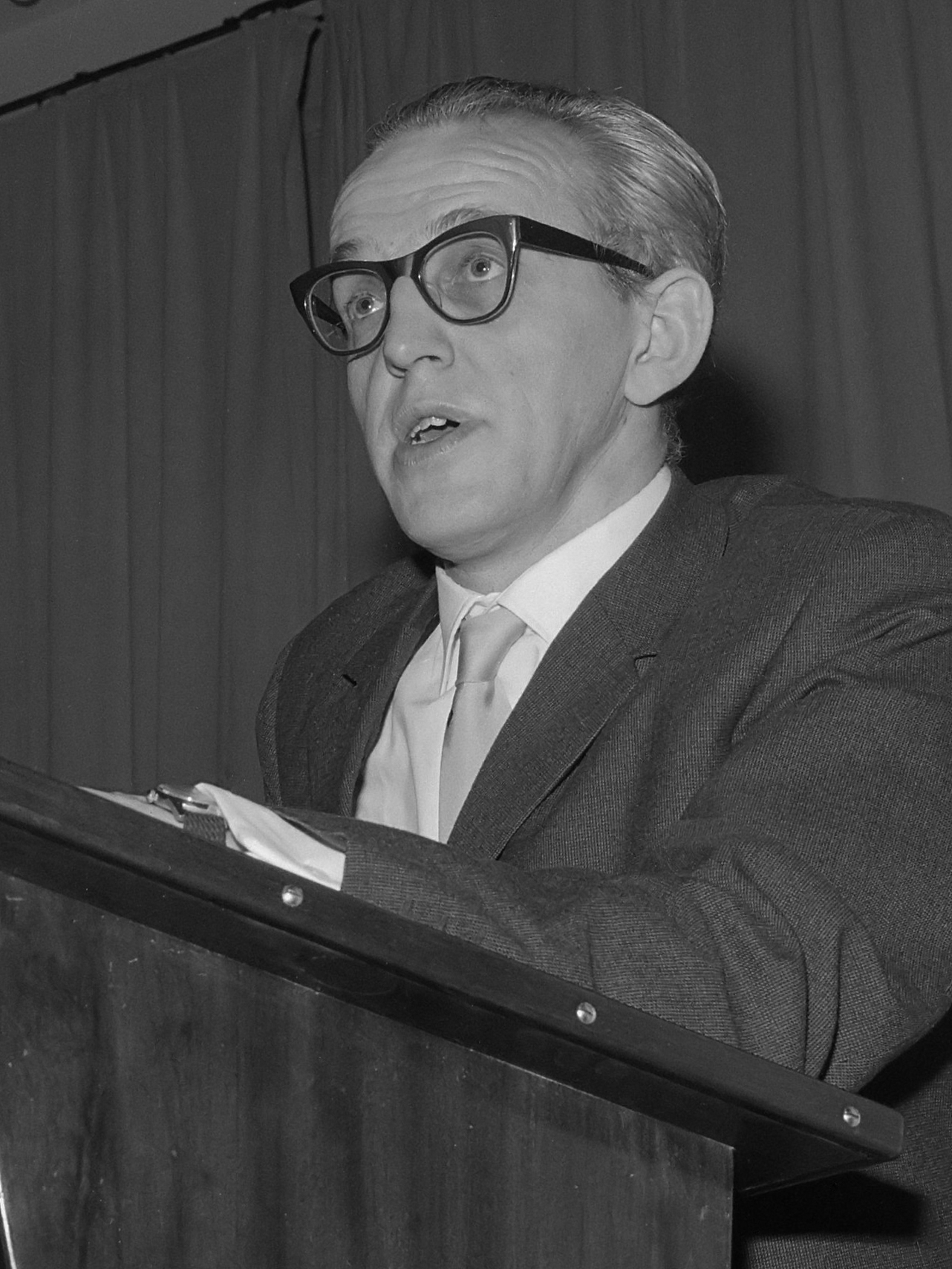
Joop Lücker (1962)

Joop Maria Lücker (* 9. August 1914 in Nijmegen; † 17. Mai 1980 in Los Angeles) war ein niederländischer Journalist. Er war von 1945 bis 1964 der erste Chefredakteur der Tageszeitung de Volkskrant nach dem Zweiten Weltkrieg.

## Leben
Lücker wurde als fünftes Kind des wohlhabenden Kunstmalers Eugène Lücker geboren. Von Jesuiten erzogen, studierte er von 1933 bis 1936 an der Universität London Journalistik. Lücker arbeitete anschließend bei verschiedenen englischen Zeitungen und wurde dann zum Auslandskorrespondenten der beiden niederländischen Zeitungen Algemeen Handelsblad und Nieuwe Rotterdamsche Courant. 1938 wechselte er zur Amsterdamer Tageszeitung de Telegraaf und wurde dort 1940 zum Kunstredakteur, kündigte jedoch 1944 aufgrund des zunehmenden Drucks seitens der niederländischen Nationalsozialisten NSB.
Im gleichen Jahr leitete ein Kreis um Adrianus Cornelis de Bruijn, Vorkriegsvorsitzender des RKWV, und Carl Romme, 1937–1939 Minister für Soziales, die Neugründung der seit 1941 nicht mehr erscheinenden katholischen Tageszeitung de Volkskrant ein. Da der zunächst als alleiniger Chefredakteur vorgesehene Romme der Zeitung nicht alleine vorstehen wollte, entschied sich dieser Kreis dazu, Lücker als journalistischen Chefredakteur einzusetzen, während Romme zum politischen Chefredakteur wurde.
Da Romme zusätzlich seit 1946 die Führung der Katholieke Volkspartij innehatte, wurde Lücker zur treibenden Kraft der Zeitung. Es gelang ihm de Volkskrant nach dem erstmaligen Wiedererscheinen am Tag des Kriegsendes binnen eines Jahres zu einer festen Größe aufzubauen, Anfang der sechziger Jahre war eine bezahlte Auflage von etwa 165.000 erreicht. Romme verließ die Zeitung 1952 nach Unstimmigkeiten mit de Bruin, wurde jedoch anschließend von Lücker überredet als Kolumnist weiter für die Zeitung tätig zu sein.
Unter Lücker war de Volkskrant sowohl eine katholische als auch eine moderne Tageszeitung, er band eine ganze Reihe katholische Prominenz als Autoren ein, ohne kritische Stimmen aus der Zeitung auszuschließen. 1964 kam es jedoch schließlich zu einem Ende von Lückers Zeit bei de Volkskrant. Nach Meinungsverschiedenheiten mit der Geschäftsleitung, die zudem seitens leitender Redakteure Beschwerden über seinen autoritären Führungsstil erhalten hatte, über eine Reihe von Themen reichte er im März jenes Jahres die Kündigung ein. Lückers Nachfolger wurde Jan van der Pluijm. Nach seinem Weggang vollzog de Volkskrant eine schrittweise Loslösung vom Katholizismus und eine Hinwendung zur Linken, Anfang der 1970er Jahre unterschied sich die Zeitung deutlich von der zu Zeiten Lückers.
Lücker widmete sich nun einer Vielzahl von Tätigkeiten, so war er Gründer einer Presseagentur, wurde Berater des Niederländischen Zeitungsverlegerverbandes VNU und war von 1966 bis 1971 Co-Chefredakteur von De Tijd. In seinen letzten Lebensjahren konzentrierte er sich auf seine Presseagentur.
Obwohl de Volkskrant nach dem Weggang Lückers allmählich zu einer anderen Zeitung wurde, baute der spätere, noch deutlich größere Erfolg von de Volkskrant auf seiner neunzehnjährigen Arbeit auf, er zählt damit zu den bedeutendsten Nachkriegsjournalisten der Niederlande. Lückers Anglophilie wurde nach seinem Tod auf besondere Art erwidert, als einer der ganz wenigen Niederländer erhielt er in der Londoner Zeitung The Times einen Nachruf.

### Familiäres
Lücker war seit 1941 verheiratet und hatte drei Töchter.